# ستاربوك
ستاربوك (بالإنجليزية: Starbuck, Minnesota)‏ هي مدينة تقع في ولاية مينيسوتا في الولايات المتحدة. تبلغ مساحة هذه المدينة 4.07 (كم²)، وترتفع عن سطح البحر 357 م، بلغ عدد سكانها 1302 نسمة في عام 2010 حسب إحصاء مكتب تعداد الولايات المتحدة.

## التركيبة السكانية
قام مكتب تعداد الولايات المتحدة بتحديد بيانات التركيبة السكانية لستاربوكفي تعداد الولايات المتحدة. في ما يلي، التركيبة السكانية حسب تعدادي 2000 و2010.

### تعداد عام 2000
بلغ عدد سكان ستاربوك 1,314 نسمة بحسب تعداد عام 2000، وبلغ عدد الأسر 565 أسرة وعدد العائلات 328 عائلة مقيمة في المدينة. في حين سجلت الكثافة السكانية 834.0 نسمة لكل ميل مربع (322.0/كم2). وبلغ عدد الوحدات السكنية 633 وحدة بمتوسط كثافة قدره 401.8 نسمة لكل ميل مربع (155.1/كم2).
وتوزع التركيب العرقي للمدينة بنسبة 99.01% من البيض و 0.76% من عرقين مختلطين أو أكثر.
بلغ عدد الأسر 565 أسرة كانت نسبة 26.5% منها لديها أطفال تحت سن الثامنة عشر تعيش معهم، وبلغت نسبة الأزواج القاطنين مع بعضهم البعض 47.8% من أصل المجموع الكلي للأسر، ونسبة 7.6% من الأسر كان لديها معيلات من الإناث دون وجود شريك، وكانت نسبة 41.9% من غير العائلات. تألفت نسبة 38.8% من أصل جميع الأسر من أفراد ونسبة 25.8% كانوا يعيش معهم شخص وحيد يبلغ من العمر 65 عاماً فما فوق. وبلغ متوسط حجم الأسرة المعيشية 2.84، أما متوسط حجم العائلات فبلغ 2.16.
بلغ العمر الوسطي للسكان 45 عاماً. وكانت نسبة 22.0% من القاطنين تحت سن الثامنة عشر، وكانت نسبة 4.9% بين الثامنة عشر والأربعة وعشرون عاماً، ونسبة 23.1% كانت واقعةً في الفئة العمرية ما بين الخامسة والعشرون حتى والأربعة وأربعون عاماً، ونسبة 19.2% كانت ما بين الخامسة والأربعون حتى الرابعة والستون، ونسبة 30.9% كانت ضمن فئة الخامسة والستون عاماً فما فوق. يوجد لكل 100 أنثى 82.0 ذكر، ويوجد لكل 100 أنثى في الثامنة عشر من عمرها فما فوق 76.7 ذكر.
بلغ متوسط دخل الأسرة في المدينة 28,235 دولار، أما متوسط دخل العائلة فبلغ 40,875 دولار. وكان متوسط دخل الذكور 30,865 دولار مقابل 21,184 دولار للإناث. وسجل دخل الفرد الخاص بالمدينة 15,030 دولار. وكانت نسبة 7.9% من العائلات ونسبة 13.1% من السكان تحت خط الفقر، وكان من هؤلاء نسبة 11.5% تحت سن الثامنة عشر ونسبة 23.6% في الخامسة والستين من العمر وما فوق.

### تعداد عام 2010
بلغ عدد سكان ستاربوك 1,302 نسمة بحسب تعداد عام 2010، وبلغ عدد الأسر 576 أسرة وعدد العائلات 328 عائلة مقيمة في المدينة. في حين سجلت الكثافة السكانية 829.3 نسمة لكل ميل مربع (320.2/كم2). وبلغ عدد الوحدات السكنية 671 وحدة بمتوسط كثافة قدره 427.4 لكل ميل مربع (165.0/كم2).
وتوزع التركيب العرقي للمدينة بنسبة 97.3% من البيض و 0.3% من الأمريكيين الأصليين و 0.3% من الأمريكيين الأفارقة و 1.3% من عرقين مختلطين أو أكثر.
بلغ عدد الأسر 576 أسرة كانت نسبة 22.9% منها لديها أطفال تحت سن الثامنة عشر تعيش معهم، وبلغت نسبة الأزواج القاطنين مع بعضهم البعض 42.5% من أصل المجموع الكلي للأسر، ونسبة 9.9% من الأسر كان لديها معيلات من الإناث دون وجود شريك، بينما كانت نسبة 4.5% من الأسر لديها معيلون من الذكور دون وجود شريكة وكانت نسبة 43.1% من غير العائلات. تألفت نسبة 36.5% من أصل جميع الأسر من أفراد ونسبة 19.5% كانوا يعيش معهم شخص وحيد يبلغ من العمر 65 عاماً فما فوق. وبلغ متوسط حجم الأسرة المعيشية 2.75، أما متوسط حجم العائلات فبلغ 2.14.
بلغ العمر الوسطي للسكان 45.8 عاماً. وكانت نسبة 19.9% من القاطنين تحت سن الثامنة عشر، وكانت نسبة 8.4% بين الثامنة عشر والأربعة وعشرون عاماً، ونسبة 21% كانت واقعةً في الفئة العمرية ما بين الخامسة والعشرون حتى والأربعة وأربعون عاماً، ونسبة 25% كانت ما بين الخامسة والأربعون حتى الرابعة والستون، ونسبة 25.8% كانت ضمن فئة الخامسة والستون عاماً فما فوق. وتوزع التركيب الجنسي للسكان بنسبة 48.8% ذكور و51.2% إناث.

## وصلات خارجية
- The US50 - Cities and Towns in Minnesota State